# Fernando Venancio Cabana
Fernando Venancio Cabana (La Quiaca, 3 de marzo de 1930) es un docente y político argentino del Partido Justicialista que se desempeñó como vicegobernador de la provincia de Jujuy entre 1983 y 1987 y como senador nacional por la misma provincia entre 1992 y 2001.

## Biografía
Nació en 1930 en la ciudad fronteriza de La Quiaca (Jujuy). Se recibió de maestro normal nacional en San Salvador de Jujuy, ejerciendo la docencia como así también actividades agrícolas y ganaderas.
Adhirió tempranamente al peronismo, asistiendo a la Escuela Superior Peronista. En el ámbito partidario, fue secretario general del consejo del Partido Justicialista (PJ) del departamento de Yavi, congresal provincial y nacional, miembro del consejo provincial y presidente del congreso provincial como así también del PJ de Jujuy.
Se desempeñó como subdirector de Estadística y Censo en el departamento de Yavi en 1955, exiliándose en Bolivia tras el golpe de Estado de septiembre de ese año. Fue diputado a la Legislatura de la Provincia de Jujuy entre 1963 y 1966, siendo presidente del bloque justicialista y vicepresidente segundo del cuerpo. Ejerció como secretario de Gobierno y Justicia en la primera gobernación de Carlos Snopek (1973-1976) y en las elecciones provinciales de 1983 fue elegido vicegobernador, acompañando a Snopek, desempeñando el cargo hasta 1987.
En las elecciones al Senado de 1992, fue elegido senador nacional por la provincia de Jujuy, completando su mandato en 2001. Se desempeñó como presidente de las comisiones de Familia y Minoridad y de Deuda Social, como vicepresidente de la comisión de Población y Desarrollo y como vocal en las comisiones de Cultura; de Ecología y Desarrollo Humano; de Economías Regionales; de Minería; de Industria; y de Apoyo a las Obras del Río Bermejo.
En 2017 fue homenajeado por la legislatura jujeña. Un barrio de La Quiaca lleva su nombre.